# Kanton Sarzeau
Kanton Sarzeau (francouzsky Canton de Sarzeau) je francouzský kanton v departementu Morbihan v regionu Bretaň. Tvoří ho pět obcí.

## Obce kantonu
- Arzon
- Saint-Armel
- Saint-Gildas-de-Rhuys
- Sarzeau
- Le Tour-du-Parc